# Campeonato Brasileiro de Futebol de 1994
O Campeonato Brasileiro de Futebol de 1994 foi a 39.ª edição do Campeonato Brasileiro e foi novamente vencido pelo Palmeiras, que conquistou o seu oitavo título e mais uma vez como bicampeão, repetindo o feito de 1972 e 1973.
O confronto final, entre Palmeiras e Corinthians, foi o quinto entre duas equipes paulistas, repetindo 1978, 1986, 1990 e 1991.
Os arquirrivais disputaram a final em dois jogos no Estádio do Pacaembu. Na primeira partida, disputada no dia 15 de dezembro, o Palmeiras derrotou o Corinthians por 3 a 1, com grande exibição do meia Rivaldo, que marcou dois dos três gols palmeirenses. Com a abertura de grande vantagem sobre o time alvinegro, o Palmeiras entrou tranquilo na segunda partida e chegou ao título no dia 18 de dezembro com um empate por 1 a 1 contra o Corinthians.
Foram rebaixados para a Série B do ano seguinte os dois últimos colocados, Remo e Náutico; Juventude-RS e Goiás, respectivamente campeão e vice da Série B de 1994, foram promovidos à Série A.

## Participantes
| Equipe           | Cidade            | Estado | Em 1993 | Estádio (mando)  | Título(s)                                        |
| ---------------- | ----------------- | ------ | ------- | ---------------- | ------------------------------------------------ |
| Atlético Mineiro | Belo Horizonte    | MG     | 20º     | Mineirão         | 2 (1937, 1971)                                   |
| Bahia            | Salvador          | BA     | 18º     | Fonte Nova       | 2 (1959, 1988)                                   |
| Botafogo         | Rio de Janeiro    | RJ     | 19º     | Maracanã         | 1 (1968)                                         |
| Bragantino       | Bragança Paulista | SP     | 14º     | Marcelo Stéfani  | 0 (não possui)                                   |
| Corinthians      | São Paulo         | SP     | 3º      | Pacaembu         | 1 (1990)                                         |
| Criciúma         | Criciúma          | SC     | 23º     | Heriberto Hülse  | 0 (não possui)                                   |
| Cruzeiro         | Belo Horizonte    | MG     | 12º     | Mineirão         | 1 (1966)                                         |
| Flamengo         | Rio de Janeiro    | RJ     | 8º      | Maracanã         | 4 (1980, 1982, 1983, 1992)                       |
| Fluminense       | Rio de Janeiro    | RJ     | 17º     | Maracanã         | 2 (1970, 1984)                                   |
| Grêmio           | Porto Alegre      | RS     | 11º     | Olímpico         | 1 (1981)                                         |
| Guarani          | Campinas          | SP     | 6º      | Brinco de Ouro   | 1 (1978)                                         |
| Internacional    | Porto Alegre      | RS     | 13º     | Beira-Rio        | 3 (1975, 1976, 1979)                             |
| Náutico          | Recife            | PE     | 24º     | Aflitos          | 0 (não possui)                                   |
| Palmeiras        | São Paulo         | SP     | 1º      | Parque Antártica | 7 (1960, 1967, 1967 RGP, 1969, 1972, 1973, 1993) |
| Paraná           | Curitiba          | PR     | 10º     | Durival Britto   | 0 (não possui)                                   |
| Paysandu         | Belém             | PA     | 21º     | Curuzu           | 0 (não possui)                                   |
| Portuguesa       | São Paulo         | SP     | 9º      | Canindé          | 0 (não possui)                                   |
| Remo             | Belém             | PA     | 7º      | Baenão           | 0 (não possui)                                   |
| Santos           | Santos            | SP     | 5º      | Vila Belmiro     | 6 (1961, 1962, 1963, 1964, 1965, 1968 RGP)       |
| São Paulo        | São Paulo         | SP     | 4º      | Morumbi          | 3 (1977, 1986, 1991)                             |
| Sport            | Recife            | PE     | 16º     | Ilha do Retiro   | 1 (1987)                                         |
| União São João   | Araras            | SP     | 22º     | Hermínio Ometto  | 0 (não possui)                                   |
| Vasco da Gama    | Rio de Janeiro    | RJ     | 15º     | São Januário     | 2 (1974, 1989)                                   |
| Vitória          | Salvador          | BA     | 2º      | Barradão         | 0 (não possui)                                   |

## Fórmula de disputa
Primeira fase: Os 24 clubes foram divididos em quatro grupos de seis, com jogos dentro de cada grupo, em dois turnos. Classificaram-se para a segunda fase os quatro primeiros de cada grupo, sendo que os vencedores dos grupos já começaram nessa fase com um ponto extra; os dois últimos colocados de cada grupo foram para a repescagem.
Segunda fase: Os 16 clubes classificados jogaram todos contra todos, em turno único, porém organizados em duas chaves de oito (E e F) para efeito de classificação. Na primeira etapa (sete rodadas), os jogos foram apenas dentro das chaves; na segunda etapa (oito rodadas), os clubes da chave E enfrentaram os da chave F. Classificaram-se para as finais o vencedor de cada etapa em cada chave, além dos dois mais bem colocados independentemente de chave.
Repescagem: Os oito clubes jogaram todos contra todos, em turno e returno. Os dois primeiros classificaram-se para a fase final; os dois últimos foram rebaixados à Série B.
Fase final (com Quartas de Final, Semifinais e Final): Sistema eliminatório, com jogos em ida e volta, tendo a vantagem do empate nos confrontos os clubes com melhor campanha.

## Primeira fase

### Grupo A
| Pos. | Equipes     | P  | J  | V | E | D | GP | GC | SG  | Classificação                                          |
| ---- | ----------- | -- | -- | - | - | - | -- | -- | --- | ------------------------------------------------------ |
| 1    | Corinthians | 13 | 10 | 5 | 3 | 2 | 18 | 14 | +4  | Classificado para a 2ª fase com 1 ponto de bonificação |
| 2    | Flamengo    | 12 | 10 | 4 | 4 | 2 | 16 | 11 | +5  | Classificado para a 2ª fase                            |
| 3    | Grêmio      | 12 | 10 | 4 | 4 | 2 | 12 | 9  | +3  | Classificado para a 2ª fase                            |
| 4    | Sport       | 10 | 10 | 3 | 4 | 3 | 11 | 16 | -5  | Classificado para a 2ª fase                            |
| 5    | Criciúma    | 9  | 10 | 2 | 5 | 3 | 14 | 11 | +3  | Classificado para a Repescagem                         |
| 6    | Bragantino  | 4  | 10 | 1 | 2 | 7 | 8  | 18 | -10 | Classificado para a Repescagem                         |

### Grupo B
| Pos. | Equipes          | P  | J  | V | E | D | GP | GC | SG | Classificação                                          |
| ---- | ---------------- | -- | -- | - | - | - | -- | -- | -- | ------------------------------------------------------ |
| 1    | Botafogo         | 12 | 10 | 5 | 2 | 3 | 16 | 12 | +4 | Classificado para a 2ª fase com 1 ponto de bonificação |
| 2    | Paysandu         | 12 | 10 | 5 | 2 | 3 | 14 | 13 | +1 | Classificado para a 2ª fase                            |
| 3    | São Paulo        | 11 | 10 | 3 | 5 | 2 | 11 | 10 | +1 | Classificado para a 2ª fase                            |
| 4    | Portuguesa       | 10 | 10 | 2 | 6 | 2 | 4  | 4  | 0  | Classificado para a 2ª fase                            |
| 5    | Atlético Mineiro | 8  | 10 | 2 | 4 | 4 | 8  | 10 | -2 | Classificado para a Repescagem                         |
| 6    | Vitória          | 7  | 10 | 1 | 5 | 4 | 9  | 13 | -4 | Classificado para a Repescagem                         |

### Grupo C
| Pos. | Equipes       | P  | J  | V | E | D | GP | GC | SG  | Classificação                                          |
| ---- | ------------- | -- | -- | - | - | - | -- | -- | --- | ------------------------------------------------------ |
| 1    | Guarani       | 15 | 10 | 7 | 1 | 2 | 17 | 7  | +10 | Classificado para a 2ª fase com 1 ponto de bonificação |
| 2    | Santos        | 14 | 10 | 6 | 2 | 2 | 16 | 8  | +8  | Classificado para a 2ª fase                            |
| 3    | Vasco da Gama | 11 | 10 | 4 | 3 | 3 | 12 | 9  | +3  | Classificado para a 2ª fase                            |
| 4    | Bahia         | 11 | 10 | 4 | 3 | 3 | 11 | 13 | -2  | Classificado para a 2ª fase                            |
| 5    | Remo          | 5  | 10 | 2 | 1 | 7 | 5  | 15 | -10 | Classificado para a Repescagem                         |
| 6    | Cruzeiro      | 4  | 10 | 1 | 2 | 7 | 7  | 16 | -9  | Classificado para a Repescagem                         |

### Grupo D
| Pos. | Equipes        | P  | J  | V | E | D | GP | GC | SG  | Classificação                                          |
| ---- | -------------- | -- | -- | - | - | - | -- | -- | --- | ------------------------------------------------------ |
| 1    | Palmeiras      | 19 | 10 | 9 | 1 | 0 | 26 | 7  | +19 | Classificado para a 2ª fase com 1 ponto de bonificação |
| 2    | Fluminense     | 10 | 10 | 4 | 2 | 4 | 14 | 15 | -1  | Classificado para a 2ª fase                            |
| 3    | Paraná         | 9  | 10 | 3 | 3 | 4 | 15 | 18 | -3  | Classificado para a 2ª fase                            |
| 4    | Internacional  | 8  | 10 | 3 | 2 | 5 | 14 | 13 | +1  | Classificado para a 2ª fase                            |
| 5    | União São João | 8  | 10 | 3 | 2 | 5 | 10 | 14 | -4  | Classificado para a Repescagem                         |
| 6    | Náutico        | 6  | 10 | 1 | 4 | 5 | 7  | 19 | -12 | Classificado para a Repescagem                         |

## Segunda fase

### Grupo E

#### 1ª Etapa
Jogos disputados dentro do próprio grupo.
| Pos. | Equipes       | PT | B | P  | J | V | E | D | GP | GC | SG | Classificação                         |
| ---- | ------------- | -- | - | -- | - | - | - | - | -- | -- | -- | ------------------------------------- |
| 1    | Corinthians   | 12 | 1 | 11 | 7 | 5 | 1 | 1 | 13 | 6  | +7 | Classificado para as Quartas de final |
| 2    | Guarani       | 12 | 1 | 11 | 7 | 4 | 3 | 0 | 11 | 6  | +5 |                                       |
| 3    | Grêmio        | 7  | - | 7  | 7 | 3 | 1 | 3 | 9  | 9  | 0  |                                       |
| 4    | Internacional | 7  | - | 7  | 7 | 2 | 3 | 2 | 9  | 10 | -1 |                                       |
| 5    | Paysandu      | 6  | - | 6  | 7 | 2 | 2 | 3 | 6  | 8  | -2 |                                       |
| 6    | Vasco da Gama | 5  | - | 5  | 7 | 2 | 1 | 4 | 7  | 9  | -2 |                                       |
| 7    | Portuguesa    | 5  | - | 5  | 7 | 2 | 1 | 4 | 6  | 8  | -2 |                                       |
| 8    | Fluminense    | 4  | - | 4  | 7 | 1 | 2 | 4 | 7  | 12 | -5 |                                       |

#### 2ª Etapa
Jogos disputados contra equipes do Grupo F
| Pos. | Equipes       | P  | J | V | E | D | GP | GC | SG  | Classificação                         |
| ---- | ------------- | -- | - | - | - | - | -- | -- | --- | ------------------------------------- |
| 1    | Guarani       | 12 | 8 | 5 | 2 | 1 | 11 | 5  | +6  | Classificado para as Quartas de final |
| 2    | Portuguesa    | 11 | 8 | 5 | 1 | 2 | 16 | 8  | +8  |                                       |
| 3    | Fluminense    | 8  | 8 | 3 | 2 | 3 | 14 | 13 | +1  |                                       |
| 4    | Vasco da Gama | 8  | 8 | 2 | 4 | 2 | 4  | 7  | -3  |                                       |
| 5    | Internacional | 7  | 8 | 2 | 3 | 3 | 4  | 5  | -1  |                                       |
| 6    | Grêmio        | 5  | 8 | 2 | 1 | 5 | 6  | 12 | -6  |                                       |
| 7    | Paysandu      | 4  | 8 | 1 | 2 | 5 | 2  | 11 | -9  |                                       |
| 8    | Corinthians   | 4  | 8 | 1 | 2 | 5 | 6  | 16 | -10 |                                       |

### Grupo F

#### 1ª Etapa
Jogos disputados dentro do próprio grupo.
| Pos. | Equipes   | PT | B | P  | J | V | E | D | GP | GC | SG | Classificação                         |
| ---- | --------- | -- | - | -- | - | - | - | - | -- | -- | -- | ------------------------------------- |
| 1    | Palmeiras | 11 | 1 | 10 | 7 | 4 | 2 | 1 | 8  | 5  | +3 | Classificado para as Quartas de final |
| 2    | Sport     | 10 | - | 10 | 7 | 4 | 2 | 1 | 15 | 8  | +7 |                                       |
| 3    | São Paulo | 9  | - | 9  | 7 | 3 | 3 | 1 | 14 | 12 | -2 |                                       |
| 4    | Bahia     | 8  | - | 8  | 7 | 2 | 4 | 1 | 9  | 8  | +1 |                                       |
| 5    | Santos    | 6  | - | 6  | 7 | 2 | 2 | 3 | 10 | 11 | -1 |                                       |
| 6    | Botafogo  | 6  | 1 | 5  | 7 | 2 | 1 | 4 | 7  | 12 | -5 |                                       |
| 7    | Flamengo  | 4  | - | 4  | 7 | 1 | 2 | 4 | 3  | 7  | -4 |                                       |
| 8    | Paraná    | 4  | - | 4  | 7 | 0 | 4 | 3 | 5  | 8  | -3 |                                       |

#### 2ª Etapa
Jogos disputados contra equipes do Grupo E
| Pos. | Equipes   | P  | J | V | E | D | GP | GC | SG | Classificação                         |
| ---- | --------- | -- | - | - | - | - | -- | -- | -- | ------------------------------------- |
| 1    | Botafogo  | 13 | 8 | 5 | 3 | 0 | 13 | 5  | +8 | Classificado para as Quartas de final |
| 2    | Santos    | 11 | 8 | 5 | 1 | 2 | 10 | 3  | +7 |                                       |
| 3    | São Paulo | 10 | 8 | 5 | 0 | 3 | 14 | 9  | +5 |                                       |
| 4    | Bahia     | 10 | 8 | 3 | 4 | 1 | 10 | 6  | +4 |                                       |
| 5    | Paraná    | 8  | 8 | 3 | 2 | 3 | 9  | 9  | 0  |                                       |
| 6    | Flamengo  | 7  | 8 | 2 | 3 | 3 | 5  | 9  | -4 |                                       |
| 7    | Palmeiras | 6  | 8 | 2 | 2 | 4 | 11 | 12 | -1 |                                       |
| 8    | Sport     | 5  | 8 | 1 | 2 | 5 | 5  | 10 | -5 |                                       |

### Classificação acumulada da 2ª fase (Grupos E e F)
| Pos. | Equipes       | P  | J  | V | E | D | GP | GC | SG  | Classificação                                                               |
| ---- | ------------- | -- | -- | - | - | - | -- | -- | --- | --------------------------------------------------------------------------- |
| 1    | Guarani       | 24 | 15 | 9 | 5 | 1 | 22 | 11 | +11 | Classificado para as Quartas de final por ter vencido a 2ª Etapa do Grupo E |
| 2    | São Paulo     | 19 | 15 | 8 | 3 | 4 | 28 | 21 | +7  | Classificado para as Quartas-de-final pela soma de pontos das duas etapas   |
| 3    | Botafogo      | 19 | 15 | 7 | 4 | 4 | 20 | 17 | +3  | Classificado para as Quartas de final por ter vencido a 2ª Etapa do Grupo F |
| 4    | Bahia         | 18 | 15 | 5 | 8 | 2 | 19 | 14 | +5  | Classificado para as Quartas-de-final pela soma de pontos das duas etapas   |
| 5    | Santos        | 17 | 15 | 7 | 3 | 5 | 20 | 14 | +6  |                                                                             |
| 6    | Palmeiras     | 17 | 15 | 6 | 4 | 5 | 19 | 17 | +2  | Classificado para as Quartas de final por ter vencido a 1ª Etapa do Grupo F |
| 7    | Portuguesa    | 16 | 15 | 7 | 2 | 6 | 22 | 26 | +6  |                                                                             |
| 8    | Corinthians   | 16 | 15 | 6 | 3 | 6 | 19 | 22 | -3  | Classificado para as Quartas de final por ter vencido a 1ª Etapa do Grupo E |
| 9    | Sport         | 14 | 15 | 5 | 4 | 6 | 20 | 18 | +2  |                                                                             |
| 10   | Internacional | 14 | 15 | 4 | 6 | 5 | 13 | 15 | -2  |                                                                             |
| 11   | Vasco da Gama | 13 | 15 | 4 | 5 | 6 | 11 | 16 | -5  |                                                                             |
| 12   | Grêmio        | 12 | 15 | 5 | 2 | 8 | 15 | 21 | -6  |                                                                             |
| 13   | Fluminense    | 12 | 15 | 4 | 4 | 7 | 21 | 25 | -4  |                                                                             |
| 14   | Paraná        | 12 | 15 | 3 | 6 | 6 | 14 | 17 | -3  |                                                                             |
| 15   | Flamengo      | 11 | 15 | 3 | 5 | 7 | 8  | 16 | -8  |                                                                             |
| 16   | Paysandu      | 10 | 15 | 3 | 4 | 8 | 8  | 19 | -11 |                                                                             |

### Repescagem
| Pos. | Equipes          | P  | J  | V | E | D | GP | GC | SG  | Classificação                         |
| ---- | ---------------- | -- | -- | - | - | - | -- | -- | --- | ------------------------------------- |
| 1    | Bragantino       | 19 | 14 | 7 | 5 | 2 | 20 | 10 | +10 | Classificado para as Quartas de final |
| 2    | Atlético Mineiro | 18 | 14 | 7 | 4 | 3 | 22 | 13 | +9  | Classificado para as Quartas de final |
| 3    | Vitória          | 15 | 14 | 6 | 3 | 5 | 16 | 15 | +1  |                                       |
| 4    | Criciúma         | 14 | 14 | 5 | 4 | 5 | 20 | 23 | -3  |                                       |
| 5    | União São João   | 13 | 14 | 4 | 5 | 5 | 16 | 18 | -2  |                                       |
| 6    | Cruzeiro         | 12 | 14 | 5 | 2 | 7 | 15 | 19 | -4  |                                       |
| 7    | Remo             | 12 | 14 | 4 | 4 | 6 | 13 | 19 | -6  | Rebaixado para a Série B 1995         |
| 8    | Náutico          | 9  | 14 | 4 | 1 | 9 | 9  | 14 | -5  | Rebaixado para a Série B 1995         |

## Fase final
|  | Quartas de final | Quartas de final | Quartas de final | Quartas de final |             |                  | Semifinais | Semifinais | Semifinais |  |           | Final | Final | Final |
|  |                  |                  |                  |                  |             |                  |            |            |            |  |           |       |       |       |
|  | 1                | Guarani          | 0                | 4                |             |                  |            |            |            |  |           |       |       |       |
|  | 8                | São Paulo        | 1                | 2                |             |                  |            |            |            |  |           |       |       |       |
|  | 8                | São Paulo        | 1                | 2                |             | Guarani          | 1          | 1          |            |  |           |       |       |       |
|  |                  |                  |                  |                  |             | Guarani          | 1          | 1          |            |  |           |       |       |       |
|  |                  | Palmeiras        | 3                | 2                |             |                  |            |            |            |  |           |       |       |       |
|  | 4                | Palmeiras        | 3                | 2                | Palmeiras   | 2                | 2          |            |            |  |           |       |       |       |
|  | 4                |                  |                  |                  | Palmeiras   | 2                | 2          |            |            |  |           |       |       |       |
|  | 5                | Bahia            | 1                | 1                |             |                  |            |            |            |  |           |       |       |       |
|  | 5                | Bahia            | 1                | 1                |             |                  |            |            |            |  | Palmeiras | 3     | 1     |       |
|  |                  |                  |                  |                  |             |                  |            |            |            |  | Palmeiras | 3     | 1     |       |
|  |                  | Corinthians      | 1                | 1                |             |                  |            |            |            |  |           |       |       |       |
|  | 3                | Corinthians      | 1                | 1                | Botafogo    | 0                | 2          |            |            |  |           |       |       |       |
|  | 3                |                  |                  |                  | Botafogo    | 0                | 2          |            |            |  |           |       |       |       |
|  | 6                | Atlético Mineiro | 2                | 1                |             |                  |            |            |            |  |           |       |       |       |
|  | 6                | Atlético Mineiro | 2                | 1                |             | Atlético Mineiro | 3          | 0          |            |  |           |       |       |       |
|  |                  |                  |                  |                  |             | Atlético Mineiro | 3          | 0          |            |  |           |       |       |       |
|  |                  | Corinthians      | 2                | 1                |             |                  |            |            |            |  |           |       |       |       |
|  | 2                | Corinthians      | 2                | 1                | Corinthians | 1                | 0          |            |            |  |           |       |       |       |
|  | 2                |                  |                  |                  | Corinthians | 1                | 0          |            |            |  |           |       |       |       |
|  | 7                | Bragantino       | 1                | 0                |             |                  |            |            |            |  |           |       |       |       |
|  | 7                | Bragantino       | 1                | 0                |             |                  |            |            |            |  |           |       |       |       |

## A decisão
| 15 de dezembro de 1994 | Palmeiras                      | 3 – 1 | Corinthians | Estádio do Pacaembu, São Paulo                       |
|                        | Rivaldo 45', 63' · Edmundo 65' |       | Marques 67' | Público: 36 409 Árbitro: GO Antônio Pereira da Silva |

Palmeiras: Velloso; Cláudio, Antônio Carlos, Cléber e Roberto Carlos; César Sampaio, Flávio Conceição e Zinho; Edmundo (Amaral), Evair e Rivaldo. Técnico: Wanderley Luxemburgo.
Corinthians: Ronaldo; Paulo Roberto, Pinga (Gralak), Henrique e Branco; Zé Elias, Luisinho, Marcelinho Paulista (Marques) e Souza; Marcelinho Carioca e Viola. Técnico: Jair Pereira.
| 18 de dezembro de 1994 | Corinthians                            | 1 – 1 | Palmeiras               | Estádio do Pacaembu, São Paulo                        |
|                        | Marques 3' · Branco 52' · Luisinho 64' |       | Rivaldo 81' · Zinho 52' | Público: 35 217 Árbitro: MG Márcio Rezende de Freitas |

Palmeiras: Velloso; Cláudio, Antônio Carlos, Cléber e Wagner; César Sampaio, Flávio Conceição (Amaral) e Zinho; Edmundo (Tonhão), Evair e Rivaldo. Técnico: Wanderley Luxemburgo.
Corinthians: Ronaldo; Paulo Roberto, Gralak, Henrique e Branco; Luisinho, Marcelinho Paulista e Souza (Tupãzinho); Marcelinho Carioca, Marques e Viola. Técnico: Jair Pereira.

## Premiação
| Campeonato Brasileiro de Futebol de 1994          |
| São Paulo                                         |
| ------------------------------------------------- |
| Sociedade Esportiva Palmeiras Campeão (8° título) |

## Classificação final
| Classificação final | Classificação final | Classificação final | Classificação final | Classificação final | Classificação final | Classificação final | Classificação final | Classificação final | Classificação final | Classificação final | Classificação final |
| Time | Time                | PG                  | J                   | V                   | E                   | D                   | GP                  | GC                  | SG                  |                     |                     |
| --- | ------------------- | ------------------- | ------------------- | ------------------- | ------------------- | ------------------- | ------------------- | ------------------- | ------------------- | ------------------- | ------------------- |
| 1 | Palmeiras           | 46                  | 31                  | 20                  | 6                   | 5                   | 58                  | 30                  | 28                  |                     |                     |
| 2 | Corinthians         | 33                  | 31                  | 12                  | 9                   | 10                  | 43                  | 44                  | -1                  |                     |                     |
| 3 | Guarani             | 40                  | 29                  | 17                  | 6                   | 6                   | 45                  | 26                  | 19                  |                     |                     |
| 4 | Atlético Mineiro    | 30                  | 28                  | 11                  | 8                   | 9                   | 36                  | 28                  | 8                   |                     |                     |
| 5 | Botafogo            | 32                  | 27                  | 13                  | 6                   | 8                   | 38                  | 32                  | 6                   |                     |                     |
| 6 | São Paulo           | 32                  | 27                  | 12                  | 8                   | 7                   | 42                  | 35                  | 7                   |                     |                     |
| 7 | Bahia               | 29                  | 27                  | 9                   | 11                  | 7                   | 32                  | 31                  | 1                   |                     |                     |
| 8 | Bragantino          | 25                  | 26                  | 8                   | 9                   | 9                   | 29                  | 29                  | 0                   |                     |                     |
| 9 | Santos              | 31                  | 25                  | 13                  | 5                   | 7                   | 36                  | 22                  | 14                  |                     |                     |
| 10 | Portuguesa          | 26                  | 25                  | 9                   | 8                   | 8                   | 26                  | 20                  | 6                   |                     |                     |
| 11 | Grêmio (1)          | 24                  | 25                  | 9                   | 6                   | 10                  | 27                  | 30                  | -3                  |                     |                     |
| 12 | Vasco da Gama       | 24                  | 25                  | 8                   | 8                   | 9                   | 23                  | 25                  | -2                  |                     |                     |
| 13 | Sport               | 24                  | 25                  | 8                   | 8                   | 9                   | 31                  | 34                  | -3                  |                     |                     |
| 14 | Flamengo            | 23                  | 25                  | 7                   | 9                   | 9                   | 24                  | 27                  | -3                  |                     |                     |
| 15 | Fluminense          | 22                  | 25                  | 8                   | 6                   | 11                  | 35                  | 40                  | -5                  |                     |                     |
| 16 | Paysandu            | 22                  | 25                  | 8                   | 6                   | 11                  | 22                  | 32                  | -10                 |                     |                     |
| 17 | Internacional       | 22                  | 25                  | 7                   | 8                   | 10                  | 27                  | 28                  | -1                  |                     |                     |
| 18 | Paraná              | 21                  | 25                  | 6                   | 9                   | 10                  | 29                  | 35                  | -6                  |                     |                     |
| 19 | Vitória (2)         | 22                  | 24                  | 7                   | 8                   | 9                   | 25                  | 28                  | -3                  |                     |                     |
| 20 | Criciúma (2)        | 23                  | 24                  | 7                   | 9                   | 8                   | 34                  | 34                  | 0                   |                     |                     |
| 21 | União São João (2)  | 21                  | 24                  | 7                   | 7                   | 10                  | 26                  | 32                  | -6                  |                     |                     |
| 22 | Cruzeiro (2)        | 16                  | 24                  | 6                   | 4                   | 14                  | 22                  | 35                  | -13                 |                     |                     |
| 23 | Remo                | 17                  | 24                  | 6                   | 5                   | 13                  | 18                  | 34                  | -16                 |                     |                     |
| 24 | Náutico             | 15                  | 24                  | 5                   | 5                   | 14                  | 16                  | 33                  | -17                 |                     |                     |
| PG - pontos ganhos; J - jogos; V - vitórias (2pts); E - empates (1pt); D - derrotas; GP - gols pró; GC - gols contra; SG - saldo de gols; AP - Aproveitamento |                     |                     |                     |                     |                     |                     |                     |                     |                     |                     |                     |

|  |                                                      |
|  | Equipes classificadas para a Copa Libertadores 1995. |
|  | Equipes classificadas para a Copa Conmebol 1995.     |
|  | Eliminados nas Quartas-de-Final.                     |
|  | Eliminados na Repescagem.                            |
|  | Rebaixados para a Série B 1995.                      |

(1) Grêmio se classificou para a Taça Libertadores da América de 1995 pelo fato de ser campeão da Copa do Brasil de 1994.
(2) Conforme o regulamento, os times que disputaram a repescagem são classificados de acordo com os pontos obtidos naquela etapa; mas a tabela de classificação inclui resultados de todo o campeonato.